# Grafmonument van Francisca Vermeulen
Het grafmonument van Francisca Vermeulen is een monument op het kerkhof in de Nederlandse plaats Maren.

## Achtergrond
De overledene, Francijn Vermeulen (1860-1915), was een ongehuwde landbouwersdochter. Nadat haar vader in 1892 en haar zus in 1893 overleed, nam zij de zorg van het gezin van haar zwager C.J. Wertenbroek op zich. Op haar grafmonument wordt ze Francisca genoemd en verwijst een beeldje naar de heilige Francisca, die bekendstond om haar naastenliefde.
Vermeulen werd begraven op het, inmiddels buiten gebruik geraakte, kerkhof in Maren. Na de Tweede Wereldoorlog werd ook een Heilig Hartbeeld op het kerkhof geplaatst, dat voorheen bij de Lambertuskerk in Maren stond.

## Beschrijving
Het neogotische, natuurstenen grafmonument is een staande zuil, bestaande uit diverse delen. Boven een rechthoekig basement is een steen geplaatst met spitsboognissen in reliëf, daarboven vermeldt een inscriptie in een dieper liggend vlak: 

HIER RUST
HET STOFFELIJK OVERSHOT
VAN
FRANCISCA VERMEULEN
GEB. TE MAREN 17 MRT 1860
OVERL. ALDAAR 26 NOV 1915

Bovenaan de zuil is een open kapel met zadeldak en gotische elementen geplaatst. Onder een spitsboognis staat een kleine sculptuur van een gesluierde heilige, met een boek in haar hand, volgens het onderschrift gaat het hier om st. Francisca.

## Waardering
Het grafmonument werd in 2000 als rijksmonument in het Monumentenregister opgenomen. "Het heeft cultuurhistorische waarde als bijzondere uitdrukking van een sociale en geestelijke ontwikkeling, in het bijzonder de ontwikkeling van de katholieke grafcultuur, het is tevens van belang voor de typologische ontwikkeling. Het heeft kunsthistorisch belang als voorbeeld van het werk van de beeldhouwersateliers in het zuiden. Het heeft ensemblewaarden als onderdeel van een groter geheel dat cultuurhistorisch van belang is. Het is gaaf bewaard gebleven."